# Церква святого архістратига Михаїла (Мшанець)
Церква святого архістратига Михаїла в Мшанці — парафія і храм греко-католицької громади Залозецького деканату Тернопільсько-Зборівської архієпархії Української греко-католицької церкви в селі Мшанець Тернопільського району Тернопільської области.
Оголошена пам'яткою архітектури місцевого значення.

## Історія церкви
Храм, збудований ще в XVII столітті, зазнав реконструкції та капітального ремонту, що розпочався у 1989 році під керівництвом архітектора Ігоря Малиміна. Кошти на відновлення надали парафіяни. Після закриття з 1959 по 1979 рік церкву на Великдень було відкрито у приналежності до РПЦ, а наприкінці 1989 року вона з парафією знову повернулася в лоно УГКЦ.
Іконостас створив Ілля Кирик у 1979–1981 роках, а розпис храму виконав у 1998–2000 роках художник Андрій Гульовський спільно зі Степаном Бараном. З благословення єпископа Михаїла Сабриги храм освятив 21 листопада 2000 року декан о. Микола Бобровський зі священниками деканату.
У 2006–2007 роках з єпископськими візитаціями парафію відвідав владика Василій Семенюк. При парафії діють: Марійська і Вівтарна дружини, а також братство «Апостольство молитви».
На території парафії встановлено кілька пам'ятних знаків: хрест на честь 1000-ліття Хрещення Руси-України, фігура Божої Матері, хрест на честь скасування панщини, фігура Тверезості та символічна могила-хрест воїнам ОУН і УПА. У власності парафії є проборство.

## Парохи
- о. Тарновський (1852—1882),
- о. Грабовський (1882),
- о. Качуровський (1882—1883),
- о. Літновський (1883—1902),
- о. Грушка (1902),
- о. Косгик (1902—1904),
- о. Біляк (1904—1907),
- о. Скоморовський (1907—1926),
- о. Теодор Ліщинський (1926—1946),
- о. Микола Снак (1990—1994),
- о. Василь Жолнович (адміністратор з 1994).